# Дивовижні пригоди малого Хлапича (мультфільм)
«Дивови́жні приго́ди мало́го Хла́пича» (хорв. Čudnovate zgode šegrta Hlapića) — хорватський мультфільм, знятий в 1997 році режисером Миланом Блажековичем.
Фільм повістує про Хлапича, мишеня-сироту та шевчука, що втік зі своїм псом Бундашом, аби довести своєму хазяїнові, шевцеві Мрконі, що він може зробити світ кращим. Під час своєї подорожі він знайомиться з юною мишкою-сиротою Ґітою, що працює в цирку, та протистоїть підступам Чорного Пацюка.

## Історія створення
Мультфільм знято в Хорватії в 1997 році за мотивами однойменного роману Івани Брлич-Мажуранич. На відміну від книги, у мультфільмі її герої постають ув образі антропоморфних зрірят. Мультфільм одразу ж здобув популярність, тільки в Хорватії його переглянули понад 350 тисяч людей. Того ж року мультфільм номінували на премію «Оскар» у категорії «Найкращий іноземний фільм».
Наприкінці 1990-х років було знято 26-серійну телеверсію мультфільму. Дії розгортаються в 1901 році.

## Сюжет
Хлапич (Hlapić) — мишеня-сирота, що підмайструє в маленькому місті у шевця Мрконі (Mrkonja) та його добродійної дружини. Їхній пес, Бундаш (Bundaš), складає хлопцеві компанію, коли той лишається на самоті. Якось до шевця навідується міський голова зі своїм сином; Хлапич мусить переконатися, що чобітки, що їх зробили для головенка, будуть тому впору. Коли заказник намагається взути їх, справа йде не найкращим чином, і голова з сином ідуть, навіть не заплативши за роботу. Хлапич силкується переконати шевця, що то не його провина, але пан Мрконя спересердя, як завжди, звинувачує шевчука в своїй помилці. Після того, як Хлапича покарали, приходить шевчиха та вибачається за кривду від свого чоловіка. Поки мишеня прибиралося, вона розповідає йому, що були часи, коли вона та її чоловік були щасливими. Хлапич питається, чому, але хазяйка каже, що розповість це лише тоді, як хлопчик підросте.
Уночі Хлапич пише шевцеві та його жінці записку та залишає домівку в головенкових чобітках. Хоча Хлапич і попрощався з Бундашом, собака кинувся вслід за ним, наздогнавши наступного дня. Згодом двоє друзів зустрічають більченя Марка (Marko), що живе в хаті з блакитними зірочками на стінах, і допомагають йому відловити гусей, що втекли від нього. Увечері Марчина мати на знак подяки частує їх ситним обідом. Їхню розмову підслуховує незграбний єнот Гриць (Grga). Почувши про скарб, що зберігається в їхній хаті, він поспішає доповісти про це своєму ватажкові, Чорному Пацюкові (Crni Štakor).
Наступного ранку Хлапич та Бундаш прощаються з білками. Але дорога видається не проста: на них обрушується буря, тож вони мусять знайти укриття. Сховавшись під старим мостом, вони зустрічають самого Чорного Пацюка, який погоджується прихистити їх під своїм мостом. Через нього, відомого як «король пекла», Хлапич прокидається без чобітків.
Невдовзі він зустрічає Ґіту, ще одне мишеня-сироту та її папугу Амадея; обидва втекли з цирку, власник якого поводився з ними жорстоко. В дорозі двоє мишенят та їхні звірята зустрічають працьовиту Грицеву мати й допомагають їй рубати дрова. Перед відбуттям гостей Грицева мати, стурбована поганими діяннями свого сина, дає Хлапичеві на вдачу срібник. Пізніше шевчук оддасть його єнотові. Мандрівники об’єднують зусилля з декількома селянами, щоб загасити пожежу; селяни підозрюють у підпалі Гриця. Крім того, друзі зустрічають жебрачку на ім’я Яна (Jana), чиї магічні сили дають Хлапичеві звагу зустрітися з Чорним Пацюком.

## Ролі озвучили
- Іван Ґуделєвич — мишеня Хлапич, шевчук
- Мая Рожман — мишеня Ґіта, шевцівна
- Тарик Филипович — 1) папуга Амадей; 2) власник каруселі
- Перо Юричич — 1) пес Бундаш; 2) власник цирку
- Реля Башич — Чорний Пацюк
- Владо Ковачич — миша Мрконя, швець
- Марина Немет-Бранков — миша, шевчиха
- Хрвоє Залар — єнот Гриць
- Ліляна Ґенер — Яна
- Зорко Сиротич — більченя Марко
- Івана Бакарич — білка, Марчина мати
- Божидарка Фрайт — єнотиха, Грицева мати
- Еміл Ґлад — ведмідь
- Івиця Видович — білик, Марчин батько
- Мате Ерґович — кабан, корчмар
- Младен Црнобрня — Птах Штеф
- Славко Бранков — борсук
- Свен Шестак — лис
- Маринко Прґа — заєць
- Іво Роґуля — свиня, міський голова
- Барбара Рокко — порося, головенко
- Златко Црнкович — оповідач

## Знімальна група
- Режисер — Милан Блажекович
- Автор сценарію — Пайо Канижай
- Композитор — Душко Мандич

## Нагороди
- 1997 — номінант премії «Оскар» у категорії «Найкращий іноземний фільм».[2]